# 努埃塞斯河
努埃塞斯河（英語：Nueces River）是一條位於美國德克薩斯州的河流，長約315英里（507）。河流流域橫跨德克薩斯州中部及南部，並伸延至墨西哥灣，流域面積約31,500平方英里（82,000平方）。

## 流向
努埃塞斯河發源於愛德華茲高原，位置大約為聖安東尼奧的西北方。努埃塞斯河東汊（East Prong Nueces River）及朴樹溪（Hackberry Creek）是努埃塞斯河的支流，分別位於雷亞爾縣及愛德華茲縣。這兩條分汊的河水均會往南方流動，並在尤瓦爾迪的西北方合流，從而形成努埃塞斯河。河水會繼續往南流經德克薩斯州丘陵地區，並先後與牛頭溪（Bullhead Creek）及普利亞姆溪（Pulliam Creek）匯合。經過拉普賴爾、克里斯特爾城及卡里索斯普林斯後，河水會改往東流，流經德克薩斯州南部的灌木叢平原以及迪米特縣、拉薩爾縣和麥克馬倫縣。在麥克馬倫縣的西南部，河水改往東北方流，然後在來弗歐克縣的三河市附近改往東南方流，並與阿塔斯科薩河及弗里奧河合流。流經西喬治後，河水會流入馬西斯西邊的科珀斯克里斯蒂湖（Lake Corpus Christi），然後繼續往東南方流動，並先後流經聖帕特里西奧及聖體市，最後流入科珀斯克里斯蒂灣。

## 歷史
雖然直到18世紀努埃塞斯河才被全面勘探，但它是德克薩斯州首條在歐洲地圖上佔有重要地位的河流。努埃塞斯河最初出現在一幅由製圖師迭戈·里貝羅於1527年繪製的地圖上，當時河流被標示為「隱藏河」（西班牙語：Río Escondido），表示其河口位置被障壁島隱藏著。1689年，西班牙探險家阿隆索·德·利昂在尋找位於拉薩爾的定居地時越過了這條河流，由於當時沿河兩岸都長滿了長山核桃樹，於是他便把其命名為努埃塞斯河（「Nueces」一詞為西班牙語，意指堅果）。居於當地的印第安游牧部落柯庫兒太肯則稱河流為「Chotilapacquen」。1691年，另一位西班牙探險家多明哥·泰蘭·德·洛斯·里奧斯雖然承認了德·利昂為此河流所改的名字，但自己亦把這條河流命名為「聖地亞哥河」。
早在德克薩斯革命結束之前，墨西哥就認識到在歷史上努埃塞斯河一直是德克薩斯州與美國其他地區之間的邊界。然而，德克薩斯共和國在1836年援引了時任墨西哥總統聖塔·安那所簽署的《維拉斯科條約》，並指格蘭德河是該國與墨西哥之間的邊界。1845年12月，美國接納德克薩斯成為一州，但這個爭論仍然持續，而這亦逐漸演變成為美墨戰爭的主要導火線。戰爭維持了兩年，最終美軍攻陷了墨西哥的首都墨西哥城，而墨西哥亦於1847年向美方投降。其後雙方展開和平談判，並簽署了《瓜達盧佩-伊達爾戈條約》，標誌著美墨戰爭的結束，同時亦確立了格蘭德河為美墨的界河。
1862年8月10日，居於德克薩斯州丘陵地區的親合眾國德國移民試圖逃往墨西哥，但被埋伏在努埃塞斯河的聯盟軍殺害，後來被稱為「努埃塞斯大屠殺」。

## 休閒
努埃塞斯河上游流域地區以優美的風景和吸引戶外活動愛好者而聞名，特別是狩獵及垂釣活動。河流內有著不同種類的魚類，例如大口黑鱸、小口黑鱸、特氏黑鱸、紅胸太陽魚、岩鈍鱸、藍太陽魚及青斑德州麗魚等，而美國短吻鱷亦在此河流生活。另外，河流所流經的扼流峽谷水庫及科珀斯克里斯蒂湖亦可供進行水上活動。